# Omeo
Omeo è una città dell'Australia situata nel Victoria. Si trova a circa 400 km a est di Melbourne nella LGA della contea di East Gippsland.